# Alfonso III delle Asturie

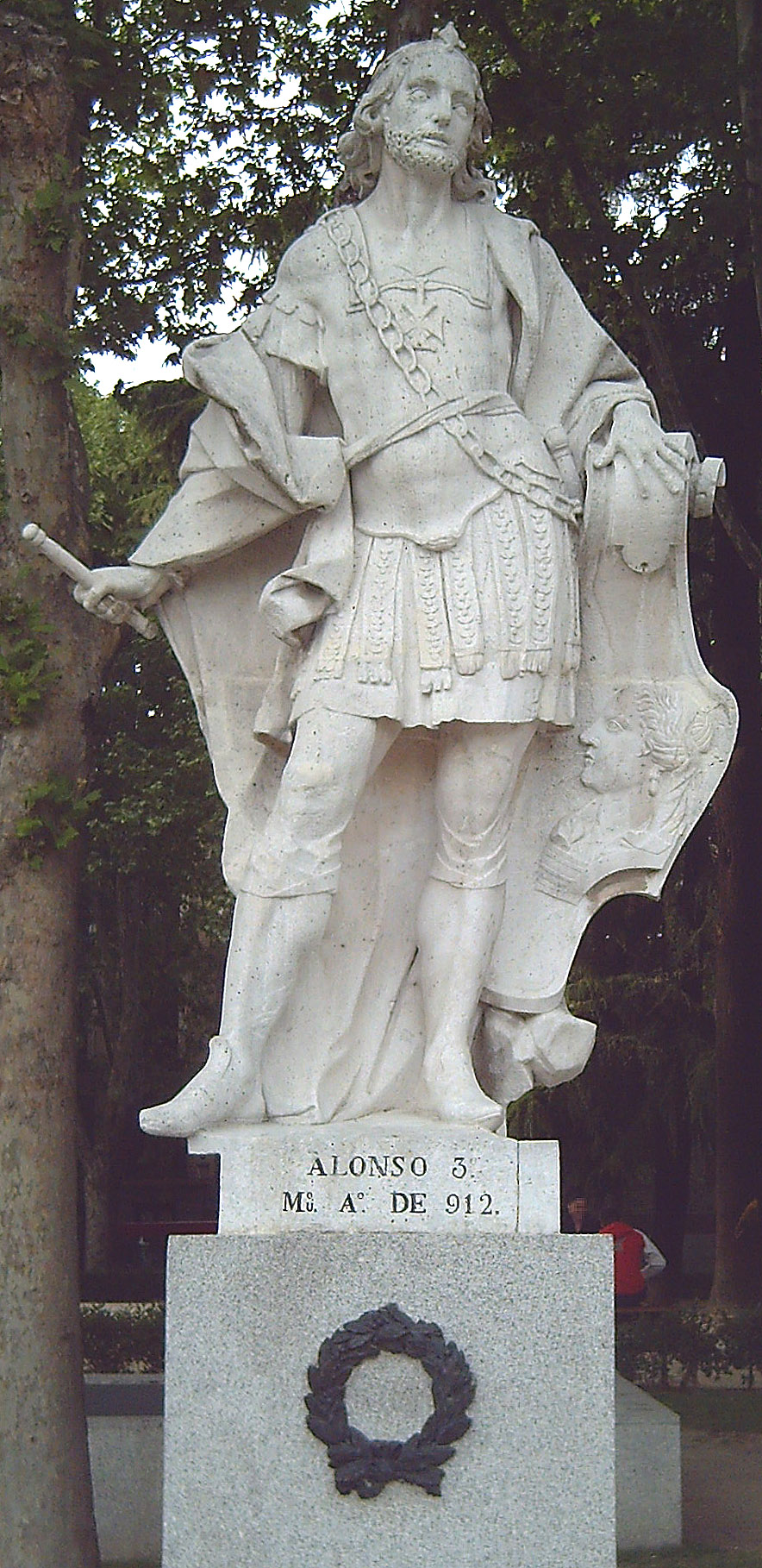
Statua di Alfonso III delle Asturie, che si trova nel Paseo de la Argentina, a Madrid.

Alfonso Ordoñez, detto "il Grande" (el Magno) (Alfonso anche in spagnolo e in asturiano, Alfons in catalano, Afonso in galiziano e in portoghese, Alifonso in aragonese e Alfontso in basco; Oviedo, 848 circa – Zamora, 20 dicembre 910), fu re delle Asturie dal 26 maggio 866 al 910. Fu l'ultimo re delle Asturie (con i suoi successori il regno fu diviso e quando fu nuovamente riunificato i suoi successori assunsero il titolo di re di León).

## Origine
Sia secondo il CHRONICON ALBELDENSE che la Historia Silense Alfonso era il figlio primogenito del re delle Asturie Ordoño I e della moglie, Munia, come confermano le Memorias de las reynas catholicas, di cui non si conoscono gli ascendenti.

Ordoño I delle Asturie, sia secondo il CHRONICON ALBELDENSE che la Historia Silense Ordoño era figlio del re delle Asturie Ramiro I e della prima moglie del padre, Urraca, una giovane galiziana, come confermano sia le Memorias de las reynas catholicas, che il documento dell'apendices de la España sagrada, Volume 19.

## Biografia
Nell'853 fu associato al trono dal padre.
Fu poi nominato governatore della Galizia, e nel documento n° IV delle Apendices della HISTORIA de la IGLESIA DE SANTIAGO DE COMPOSTELA, TOMO II, datato 862, Alfonso si firma con il titolo di re (Adefonsus rex confirmo).

In quel periodo la Galizia dovette subire un'incursione dei Vichinghi, che secondo il professore, Allen Mawer, potevano essere i figli di Ragnarr Loðbrók (Hastein e Björn Ragnarsson); anche il CHRONICON ALBELDENSE riporta l'avvenimento, precisando che i Normanni (Lordomani) furono sconfitti dal primo conte di Galizia, Pedro Theón (a Petro comite interfecti sunt).
Suo padre Ordoño I morì a Oviedo il 27 maggio dell'866 e fu tumulato a Oviedo, nellachiesa di Santa Maria di Oviedo e gli succedette Alfonso, il figlio primogenito, come Alfonso III, come confermano sia la CRONICA ROTENSIS che il CHRONICON ALBELDENSE, che riporta che Alfonso era diciottenne.

Subito dopo la morte del padre, Alfonso fu contrastato dal conte di Lugo, Fruela Bermúdez, che da alcuni nostalgici del sistema elettivo fu eletto re e lo obbligò a rifugiarsi in Castiglia, dove con l'aiuto del fratellastro di suo padre, lo zio Rodrigo, conte di Castiglia, in un anno recuperò la corona. Alfonso rientrò nelle Asturie dopo che Fruela era stato ucciso dai suoi sostenitori, come riportano sia il CHRONICON ALBELDENSE che la Historia Silense.

 con il documento n° VI delle Apendices della HISTORIA de la IGLESIA DE SANTIAGO DE COMPOSTELA, TOMO II Alfonso restituisce alla chiesa di Santiago la città di Carcacia (nel comune di Padrón), che era stata la sede dell'usurpatore, Fruela.
Nell'anno seguente dovette combattere i Vasconi, che si erano ribellati; Alfonso li sconfisse, come riporta il CHRONICON ALBELDENSE.
Continuò la politica paterna di ripopolamento della regione a nord del fiume Duero, ottenendo buoni risultati soprattutto nell'odierno Portogallo, conquistando Porto nell'868 e Coimbra nell'878, avanzando la frontiera con al-Andalus al fiume Mondego, su cui sorge Coimbra e che sfocia nell'Atlantico a Figueira da Foz, come riporta il CHRONICON ALBELDENSE.
Alfonso III nell'869 donò al presbitero Sinando la chiesa di Santa Maria di Tenciana (nel comune di Siero, come riportano le Apendices della España Sagrada, Volume 19.
Un'altra ribellione si verificò nell'870, opera di suo fratello Fruela, che si ribellò ad Alfonso III che lo catturò e lo fece accecare, come riporta il Chronicon Sampiri.
Alfonso III nell'878 riconobbe a Gatone la proprietà di una città che aveva ripopolato Sdurante il regno di suo padre, Ordono I, come riportano le Apendices della España Sagrada, Volume 16.
In questo periodo fu fondata la città di Burgos, nel corso di un'ampia campagna condotta contro i musulmani di al-Andalus. Infatti il conte di Castiglia, Diego Rodriguez Porcelos, tra l'882 e l'884, ebbe il merito di ripopolare Burgos e Ubierna, come riportano sia la Crónica Najerense, che il Chronicon burgense; di Burgos è considerato il fondatore, perché, eseguendo l'ordine di Alfonso III Magno, non solo ripopolò la zona ma su un piccolo villaggio preesistente, sulla riva del fiume Arlanzón costrui, nell'884, una piccola città circondata di mura.
Ibn Marwan detto el Gallego, signore di Merida, ribellatosi all'emiro di Cordova, Muḥammad I ibn ʿAbd al-Raḥmān, catturò il hāgib, ciambellano (o primo ministro), dell'emirato, Hāshim ibn ʿAbd al-ʿAzīz, lo fece prigioniero e lo inviò ad Alfonso III, per ingraziarselo. Al che un esercito di al-Andalus marciò contro il regno delle Asturie, mentre da Toledo, Guadalajara e Talamanca partirono altre truppe, che Alfonso attese e sconfisse nella valle del fiume Tago. Dopodiché si volse contro l'esercito di Cordova, che cercava di ritirarsi, e lo sconfisse a Valdemora e l'emiro Muḥammad I dovette pagare un riscatto per il suo ministro, stabilendo una tregua di tre anni, come riporta la Historia Silense. Per la prima volta al-Andalus, dopo oltre centocinquant'anni, chiedeva la pace al re delle Asturie, come riportano La web de las biografias e la Gran enciclopedia catalana.
La lotta riprese: Muḥammad I armò una flotta (che però fu distrutta da una tempesta) per attaccare la Galizia, mentre Alfonso, con l'alleato, Ibn Marwān, si diresse alla valle del Tago, dove sconfisse un esercito di Cordova, al monte Oxifer, presso il fiume Guadiana.
Nell'882 e poi l'anno dopo Muḥammad attaccò il regno di Saragozza, dove Musa II dei Banū Qasī si era reso indipendente dall'emirato. Alfonso allora inviò il figlio Ordoño in aiuto dei Banū Qasī, figli di Musa II. Ambedue le volte l'esercito dell'emirato si ritirò dopo uno scambio di prigionieri.

Dall'884 conclusa la pace con Muḥammad, Alfonso III poté dedicarsi alla ricostruzione ed al ripopolamento del suo regno, come riportano sia il Diccionario biográfico español, Real Academia de la Historia, che La web de las biografias.
Tra l'883 e l'893 Alfonso III, assieme alla moglie Jimena, fece alcune donazioni alla chiesa di Santiago di Compostela, come riportato nelle Apendices della HISTORIA de la IGLESIA DE SANTIAGO DE COMPOSTELA, TOMO II:
- documento n° XV[25]
- documento n° XIX[26]
- documento n° XXI[27].

Alfonso III fu devoto anche al Real Monasterio de Sahagún, a cui fece donazioni, come riporta la Historia del Real Monasterio de Sahagún.
Nell'ultimo decennio del IX secolo, approfittando del fatto che l'emiro di al-Andalus ʿAbd Allāh ibn Muḥammad era impegnato da lotte intestine, Alfonso III riuscì a conquistare le roccaforti di Zamora, Simancas, San Esteban de Gormaz e Osma, che insieme formavano una barriera pressoché impenetrabile per i musulmani.

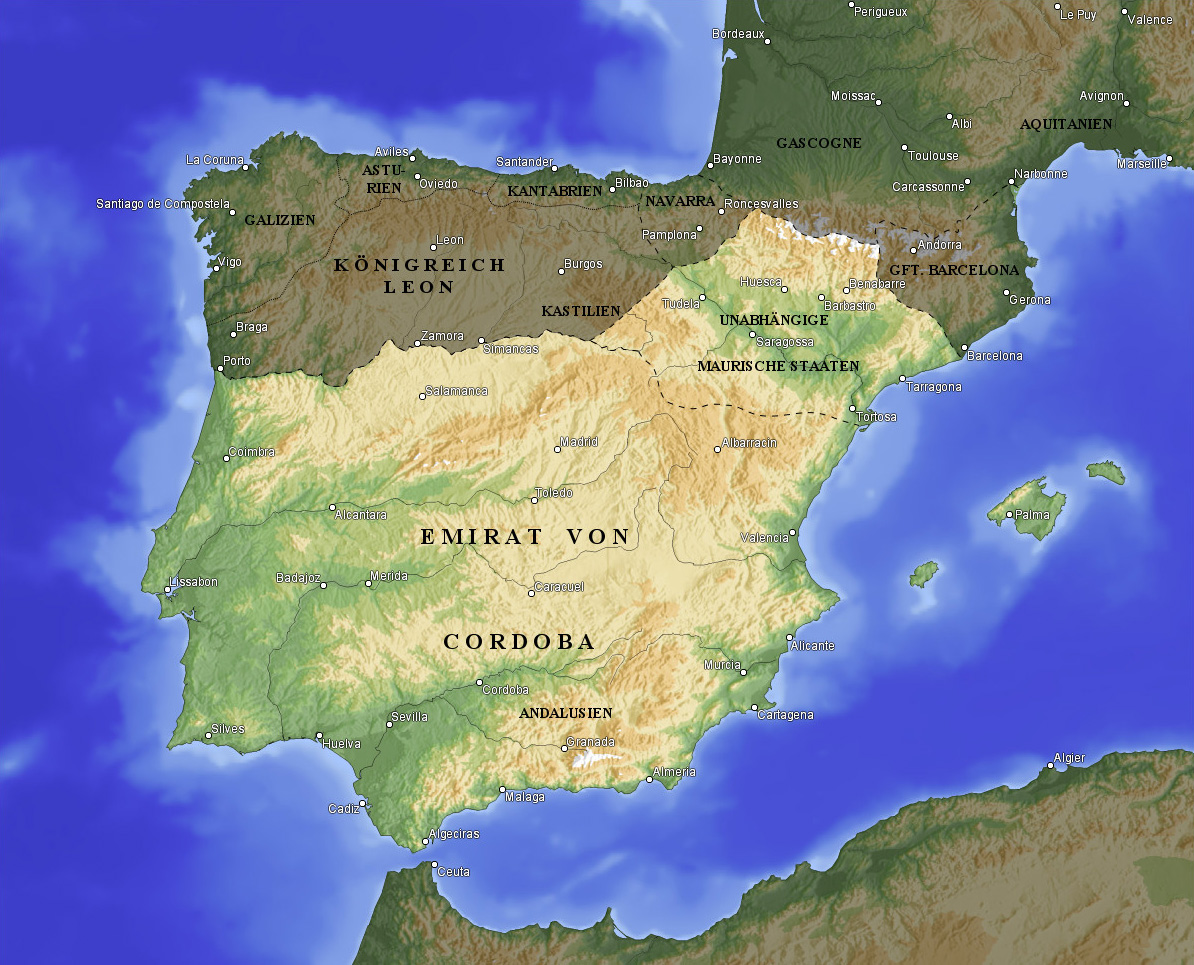
La penisola iberica nel 910.

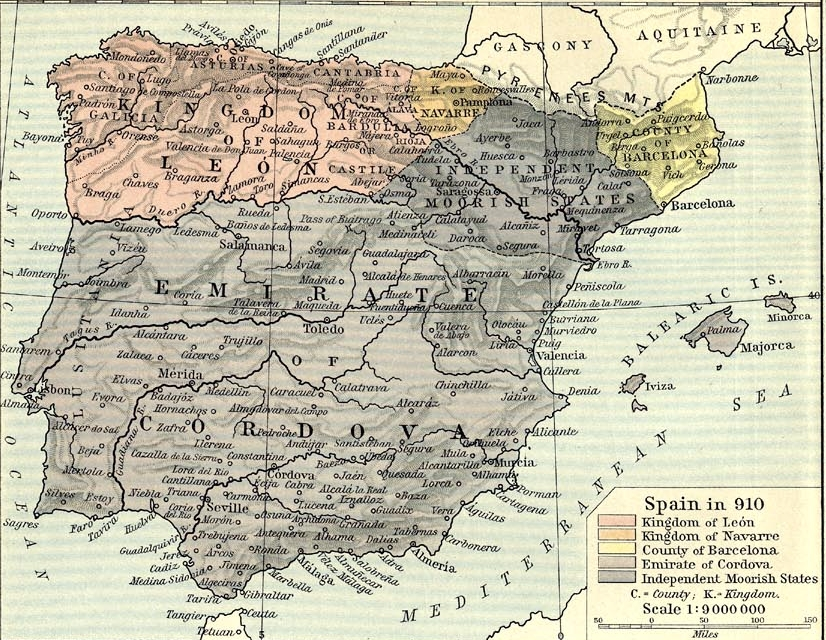
La penisola iberica (carta politica) nel 910.

Nel 901 la città di Zamora (che era stata fatta ricostruire dal re Alfonso, nell'893) resistette all'attacco di Ahmad ibn Mu'awiya, autoproclamatosi il Mahdi, che aveva proclamato la guerra santa o jihād contro gli infedeli, e che imperversava alla frontiera leonese, come riporta anche, lo storico Rafael Altamira.
Nel 905 Alfonso III, alleatosi con il conte di Pallars, organizzarono la deposizione del re di Pamplona e suocero di Alfonso, Fortunato Garcés (che, ritornando alla politica della famiglia Arista, aveva stabilito buoni rapporti con i Banū Qasī di Saragozza, contro la volontà di Alfonso) e con colpo di Stato, lo sostituirono con Sancho I Garcés; secondo Évariste Lévi-Provençal, avvenne senza brutalità, essendo le due dinastie legate da rapporti di parentela.
Dopodiché Alfonso affrontò il Mahdi, che nel frattempo era stato abbandonato da una parte delle sue truppe berbere, e lo sconfisse e uccise con l'aiuto dei toledani e del nuovo re di Navarra, Sancho I Garcés.
Verso la fine del suo regno la capitale fu spostata da Oviedo a León e il regno cominciò a essere chiamato regno di León.
Nell'ultimo anno del suo regno il figlio García, che aveva sposato Muniadomna (o Nuña), figlia del conte di Castiglia, Nuño Fernández (l'ispiratore della rivolta), si ribellò al padre.

Secondo l'arcivescovo di Toledo, Rodrigo Jiménez de Rada, nel suo Historia De Los Hechos De España, Alfonso III catturò Garcia e lo incarcerò a Gozón. Nuño fomentò una rivolta con l'appoggio della regina Jimena, e di altri due figli di Alfonso, Ordono e Fruela, come riporta la Historia Silense.

Per evitare la guerra civile, Alfonso III liberò García e si ritirò, con Jimena, a Zamora, dove morì il 20 dicembre 910, dopo avere diviso il regno tra i suoi tre figli maggiori:
- a Garcia, il figlio maggiore, andò il León;
- a Ordoño, il secondogenito, andò la Galizia;
- a Fruela, terzogenito, andarono le Asturie.

Alfonso fu tumulato ad Astorga e in un secondo tempo, fu traslato ad Oviedo, come riportano sia la Crónica Najerense, che la Historia Silense.
In ultima analisi il suo regno consolidò la posizione delle Asturie nella penisola iberica, cercando nello stesso tempo di ampliare i suoi possedimenti territoriali.
Continuò il processo di recupero dello stile di vita secondo la legge visigota, dando in tal modo alla linea di successione reale una legittimità basata sull'antica e scomparsa dinastia di Toledo.

## Cultura

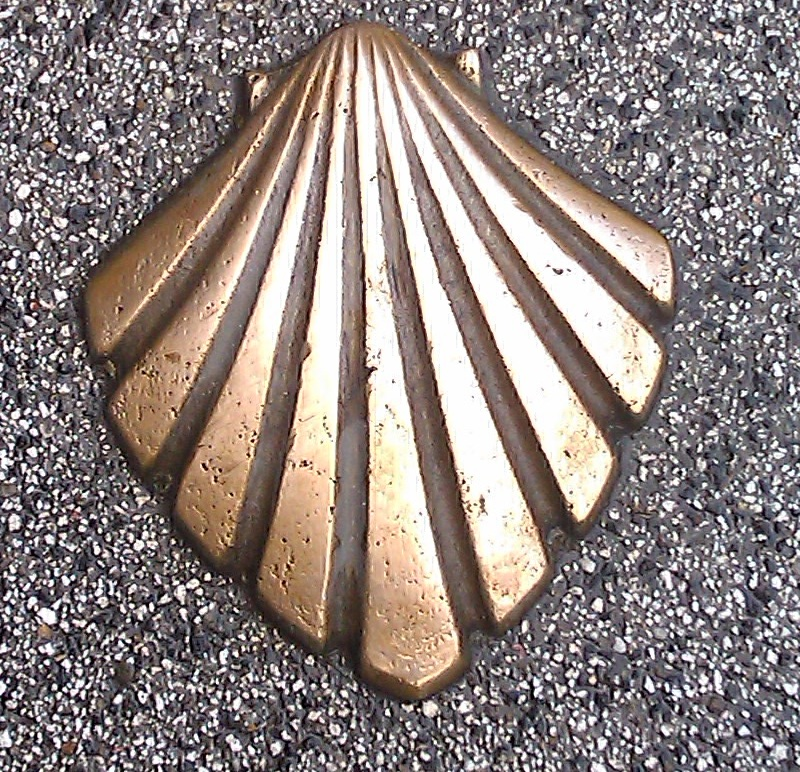
Conchiglia di Santiago (San Giacomo).

1. Convocò il secondo Concilio di Oviedo nell'893.
2. Fece costruire la Croce della Vittoria (rappresentata nella bandiera delle Asturie e simbolo delle Asturie). Oggi è conservata nella Camera Santa della Cattedrale di Oviedo, ed una copia si trova al ponte romano di Cangas de Onís.
3. Con la scoperta del sepolcro di Santiago (San Giacomo), Compostela divenne la 2ª sede apostolica dopo Roma, con autorità sui chierici degli altri regni e sulle contee cristiane. Santiago divenne meta dei pellegrini di tutta Europa.
4. L'arte asturiana, durante il regno di Alfonso III, fu chiamata "Postramirense", con edifici importanti come Chiesa di San Salvador de Valdediós, Santo Adriano de Tuñón e la Basilica di Santiago di Compostela.
5. Ordinò di redigere tre cronache, che presentassero il Regno delle Asturie come l'erede del Regno visigoto:

- Cronaca Albeldense (circa 881).
- La Cronaca Profetica (circa 883).
- Cronaca dei re visigoti o cronaca di Alfonso III (circa 911).

## Matrimonio e discendenza
Nell'869 (la Crónica Najerense riporta che Alfonso si sposò a ventun'anni), Alfonso III, come riporta anche la Historia Silense aveva sposato Jimena Garcés, (848-912), figlia del re di Navarra, García I Íñiguez di Pamplona, come riporta la Historia del Real Monasterio de Sahagún (Il Codice di Roda non la elenca tra i figli di García I).

Alfonso e Jimena ebbero nove (sei maschi e tre femmine) figli:
- García I (871-914), re di León dal 910 al 914, citato nel Chronicon de Sampiri[39];
- Ordono II (873-924), re di Galizia dal 910 al 924 e di León dal 914 al 924, citato nel Chronicon de Sampiri[39];
- Fruela II (875-925), re delle Asturie dal 910 al 925 e di León e di Galizia dal 924 al 925, citato nel Chronicon de Sampiri[39];
- Bermudo (?-890)[40];
- Ramiro (?-929), come riporta la Historia del Real Monasterio de Sahagún[37], che nel 910, venne proclamato re, ma senza terre.
- Gonzalo (?-920), arcidiacono a Oviedo, citato nel Chronicon de Sampiri[39];
- Tre figlie femmine di cui non si conoscono i nomi[36].

## Ascendenza
|                           |   |                     | Genitori |  |  | Nonni |  |  | Bisnonni                |  |  | Trisnonni           |  |
|                           |   |                     |          |  |  |       |  |  | Bermudo I delle Asturie |  |  | Fruela di Cantabria |  |
|                           |   |                     |          |  |  |       |  |  | Bermudo I delle Asturie |  |  | Fruela di Cantabria |  |
|                           |   | Menina Gundersindez |          |  |  |       |  |  | Bermudo I delle Asturie |  |  |                     |  |
| Ramiro I delle Asturie    |   |                     |          |  |  |       |  |  | Bermudo I delle Asturie |  |  |                     |  |
|                           |   | Ozenda/Numila/Imila | …        |  |  |       |  |  |                         |  |  |                     |  |
|                           |   | Ozenda/Numila/Imila | …        |  |  |       |  |  |                         |  |  |                     |  |
|                           |   | Ozenda/Numila/Imila | …        |  |  |       |  |  |                         |  |  |                     |  |
| Ordoño I delle Asturie    |   | Ozenda/Numila/Imila |          |  |  |       |  |  |                         |  |  |                     |  |
|                           |   | …                   | …        |  |  |       |  |  |                         |  |  |                     |  |
|                           |   | …                   | …        |  |  |       |  |  |                         |  |  |                     |  |
|                           |   | …                   | …        |  |  |       |  |  |                         |  |  |                     |  |
| Urraca                    |   | …                   |          |  |  |       |  |  |                         |  |  |                     |  |
|                           |   | …                   | …        |  |  |       |  |  |                         |  |  |                     |  |
|                           |   | …                   | …        |  |  |       |  |  |                         |  |  |                     |  |
|                           |   | …                   | …        |  |  |       |  |  |                         |  |  |                     |  |
| Alfonso III delle Asturie |   | …                   |          |  |  |       |  |  |                         |  |  |                     |  |
|                           | … | …                   |          |  |  |       |  |  |                         |  |  |                     |  |
|                           | … | …                   |          |  |  |       |  |  |                         |  |  |                     |  |
|                           | … | …                   |          |  |  |       |  |  |                         |  |  |                     |  |
| …                         | … |                     |          |  |  |       |  |  |                         |  |  |                     |  |
|                           |   | …                   | …        |  |  |       |  |  |                         |  |  |                     |  |
|                           |   | …                   | …        |  |  |       |  |  |                         |  |  |                     |  |
|                           |   | …                   | …        |  |  |       |  |  |                         |  |  |                     |  |
| Munia                     |   | …                   |          |  |  |       |  |  |                         |  |  |                     |  |
|                           |   | …                   | …        |  |  |       |  |  |                         |  |  |                     |  |
|                           |   | …                   | …        |  |  |       |  |  |                         |  |  |                     |  |
|                           |   | …                   | …        |  |  |       |  |  |                         |  |  |                     |  |
| …                         |   | …                   |          |  |  |       |  |  |                         |  |  |                     |  |
|                           |   | …                   | …        |  |  |       |  |  |                         |  |  |                     |  |
|                           |   | …                   | …        |  |  |       |  |  |                         |  |  |                     |  |
|                           |   | …                   | …        |  |  |       |  |  |                         |  |  |                     |  |
|                           |   | …                   |          |  |  |       |  |  |                         |  |  |                     |  |

### Fonti primarie
- (LA) Textos navarros del Códice de Roda (PDF) (archiviato dall'url originale il 31 gennaio 2021)..
- (LA) Anastasii abbatis opera omnia..
- (LA) CRONICA ROTENSIS).
- (LA) Historia silense.
- (LA) Historia de la Santa A. M. Iglesia de Santiago de Compostela, Tomo II.
- (LA)  http://www.anubar.com/coltm/pdf/TM%2015%20Cronica%20[collegamento interrotto]
- (LA) España sagrada. Volumen 23.
- (LA) España sagrada. Volumen 19.
- (LA) España sagrada. Volumen 14.
- (LA) España sagrada. Volumen 16.

### Letteratura storiografica
- Rafael Altamira, Il califfato occidentale, in L’espansione islamica e la nascita dell’Europa feudale, collana «Storia del mondo medievale», II volume, Milano, Garzanti, 1999  [1979],  pp. 477-515, SBN RAV0065639.
- Allen Mawer, I vichinghi, in Il trionfo del papato e lo sviluppo comunale, collana «Storia del mondo medievale», V volume, Milano, Garzanti, 1999  [1980],  pp. 734-769, SBN CSA0112491.
- (ES) Historia del Real Monasterio de Sahagún.
- (ES) Memorias de las reynas catholicas.
- (FR) #ES Du nouveau sur le royaume de Pampelune au IXe siècle..
- (ES) #ES Historia De Los Hechos De España..